# Radiogrammitis neocaledonica
Radiogrammitis neocaledonica är en stensöteväxtart som först beskrevs av Edwin Bingham Copeland, och fick sitt nu gällande namn av Barbara S. Parris. Radiogrammitis neocaledonica ingår i släktet Radiogrammitis och familjen Polypodiaceae. Inga underarter finns listade.